# Constitución Federal de los Estados de Venezuela de 1811
La Constitución de Venezuela de 1811 (de nombre oficial: Constitución Federal para los Estados de Venezuela) fue la primera Constitución de Venezuela y de iberoamérica, promulgada y redactada por Cristóbal Mendoza y Juan Germán Roscio, siendo sancionada por el Congreso Constituyente de 1811 en la ciudad de Caracas el día 21 de diciembre de 1811, bajo la presidencia de Juan Rodríguez del Toro. Fue derogada el 21 de julio de 1812 por la capitulación de Francisco de Miranda en San Mateo. La constitución tuvo una vigencia de siete meses exactos.
Esta constitución de corte Federalista es aprobada por los representantes de las Provincias de Margarita, Mérida, Cumaná, Barinas, Barcelona, Trujillo y Caracas, quienes declararon su independencia del Imperio español durante el Congreso constituyente y acordaron la implementación del nombre "Estados de Venezuela" como oficial. En ella se reconocía a la fe de la Iglesia católica la religión oficial del Estado venezolano. La elección era de tipo indirecta o de segundo grado: Solo los hombres que tuviesen propiedades podían elegir a un representante por cada 20.000 habitantes quienes a su vez elegirían los representantes de la Cámara de Diputados y Senadores además de los tres encargados del Poder Ejecutivo (triunvirato).
Una vez firmada, fueron aprobados 228 artículos de sus artículos, siendo destacable las reservas que generó el artículo 180 para el entonces vicepresidente Francisco de Miranda y el resto del tren ejecutivo. El artículo expresaba: 

"No habrá fuero alguno personal: sólo la naturaleza de las materias determinará los Magistrados a que pertenezca su conocimiento; y los empleados de cualquier ramo, en los casos que ocurren sobre asuntos que no fueran propios de su profesión y carrera, se sujetarán al juicio de los Magistrados y Tribunales ordinarios, como los demás ciudadanos."

## Constituciones Provinciales
Acorde al sistema Federalista establecido en la Constitución, cada región tenía la potestad de administrarse y regirse de forma autónoma mientras no se contrariasen los principios de la nación. Una vez efectuada la elección de diputados provinciales para el Congreso de las Provincias de Venezuela, las Legislaturas Provinciales recibieron la exhortación para que dictasen sus propias Constituciones, aunque no todas las provincias tuvieron la oportunidad de redactar una antes de la caída de la Primera República.

### Constitución de la Provincia de Caracas
- Promulgada en 1812.
- Originalmente se iba a promulgar previa a la Constitución Federal, para que sirviese de inspiración para la elaboración de la Carta Magna.
- Es la Constitución Provincial más extensa de todas.
- Estableció una división territorial para la Provincia.
- El territorio de la Provincia de Caracas se dividía en Departamentos, estos en Cantones y estos en Distritos.
- Los 5 Departamentos de la Provincia fueron: Caracas, San Sebastián, Los Valles de Aragua, Barquisimeto y San Carlos.
- Cantones: Cantón del Tuy, Cantón de los Altos y el Cantón de Caracas.
- Cada Departamento constaba de uno o más Cantones según la proporción de las localidades.
- Cada Cantón comprendía tres Distritos, y a veces uno más en razón de las circunstancias.
- Cada Distrito estaba compuesto de una porción de territorio que tuviese en su recinto diez mil habitantes.

### Constitución de la Provincia de Mérida
El 31 de julio de 1811 se promulgó un texto constitucional de 148 artículos.

### Constitución de la Provincia de Trujillo
El 5 de septiembre de 1811 se promulgó un texto constitucional de 63 artículos.

## Federalismo en la Constitución de 1811
En la Constitución de 1811, además de las influencias del liberalismo político de la revolución francesa, recibió la directa influencia de la Constitución estadounidense en la configuración del estado como un estado federal, fomentaba dicha recepción por la situación de autonomía local que tenían los cabildos y ayuntamientos de las provincias que luego conformaron Venezuela. En efecto, al declararse la independencia de los países americanos de España a comienzos del siglo XIX, puede decirse que el sistema administrativo de las nacientes repúblicas del Nuevo Mundo era completamente descentralizado. Las provincias que formaban la Capitanía General de Venezuela tenían el poder local, y el más claro ejemplo de ello lo configuraron la declaración de independencia del 19 de abril de 1810 por Cabildo de Caracas y la invitación que formuló a los demás cabildos o ayuntamientos de la América española para la formación de aquella gran confederación americana soñada por los notables locales. Por otra parte, fueron siete las provincias de la Capitanía General de Venezuela que constituyeron la república federal del año 1811, y fue el poder local-federal que ese texto consagró, el que marcó el inicio de un sistema de gobierno descentralizado en Venezuela, en el cual, a pesar de las propuestas del Libertador, el poder quedó alojado en las provincias-ciudades, siendo el gobierno central una entelequia. A esta debilidad del poder central, el propio Libertador atribuyó la caída de la Primera República en 1812.